# Akwaeke Emezi

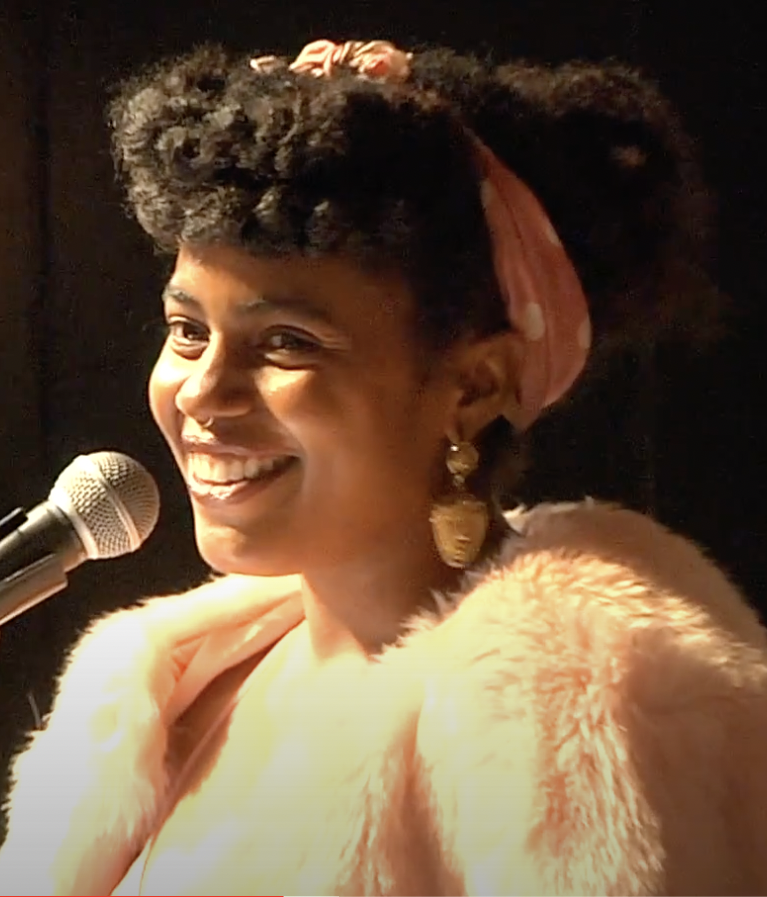
Akwaeke Emezi (2018)

Akwaeke Emezi (* 6. Juni 1987 in Umuahia, Nigeria) ist eine nichtbinäre Person nigerianischer Nationalität mit igbo-tamilischer Abstammung und wurde 2018 bekannt mit dem Debütroman Freshwater (deutscher Titel: Süßwasser), der mit dem Otherwise Award für das Jahr 2019 ausgezeichnet wurde.

## Leben und Werk
Akwaeke Emezi wuchs in Aba im nigerianischen Bundesstaat Abia auf, zog im Alter von 16 Jahren in die Vereinigten Staaten und studierte in New York International Public Policy und Nonprofit Management sowie von 2014 bis 2016 Creative Writing an der Syracuse University. Der Debütroman Freshwater, der autobiographische Elemente enthält und in der Kosmologie der Igbo verwurzelt ist, erschien 2018 und erhielt besonders in den USA positive Kritiken. Der Roman wurde unter anderem von dem nicht-kommerziellen Radiosender NPR sowie dem Magazin The New Yorker als eins der besten Bücher des Jahres ausgezeichnet und für den „Women’s Prize for Fiction“ nominiert – das erste Mal, dass eine nichtbinäre Person nominiert war. Das Buch wurde später mit dem Otherwise Award für das Jahr 2019 ausgezeichnet. Das Buch erschien in deutscher Übersetzung unter dem Titel Süßwasser im Eichborn-Verlag. Auch die deutsche Ausgabe wurde von Kritikern als „wilder und berührender Roman über die menschliche Fantasie“ gelobt.
2019 erschien Emezis Jugendroman Pet, 2020 der Roman The Death of Vivek Oji, beide auf Englisch. Der Fernsehsender FX arbeitet an der Serienumsetzung von Freshwater. Emezi lebt seit 2019 in New Orleans.
 Persönliches
Ende 2017 ließ sich Emezi operativ die Gebärmutter entfernen (Hysterektomie) und erklärte die eigene Geschlechtsidentität als nichtbinär und mehrzahlig, wörtlich: „nonbinary trans and plural person“.

## Veröffentlichungen
- Freshwater. Grove Press, New York 2018, ISBN 978-0-8021-2735-8 (englisch).
  - deutsch: Süßwasser. Übersetzung aus dem Amerikanischen von Anabelle Assaf und Senthuran Varatharajah. Eichborn, Frankfurt/M. 2018, ISBN 978-3-8479-0646-9.
- Pet. Faber & Faber, London 2019, ISBN 978-0-571-35511-2 (englisch).
- The Death of Vivek Oji. Riverhead Books, New York 2020, ISBN 978-0-525-54160-8 (englisch).
  - deutsch: Der Tod des Vivek Oji. Übersetzung aus dem Amerikanischen von Anabelle Assaf. Eichborn, 2021, ISBN 978-3-8479-0067-2.
- Dear Senthuran: A Black Spirit Memoir. Riverhead Books, New York 2021, ISBN 978-0-593-32919-1 (englisch).
- Bitter. Knopf, New York 2022, ISBN 978-0-593-30903-2.
- You Made a Fool of Death with Your Beauty. Atria, 2022, ISBN 978-1-9821-8870-2 (englisch).
- Content Warning: Everything. Copper Canyon Press, 2022, ISBN  978-1-5565-9629-2 (englisch).
- Little Rot. Faber & Faber, London 2024, ISBN 978-0-571-38281-1.